# ルナ・オービター5号
ルナ・オービター5号はNASAによって1967年に打ち上げられた月面探査機。ルナ・オービター計画の最後の機体であり、アポロ計画やサーベイヤー計画のための更なる着陸地点の写真撮影と、写真のなかった月の裏側の広域観測イメージの収集を目的に生産された。他の機体と同じく流星塵検出器、放射線量測定機、月面測量装置なども装備しており、これらによるデータは有人宇宙飛行ネットワークの追跡ステーションとアポロの軌道決定のために利用された。ポール・スピューディスはルナ・オービター計画とサーベイヤーによって人間を月へ送り込めるという確信へとつながったとしている。

## 観測
宇宙機はアトラス・アジェナによって1967年8月1日に打ち上げられ、月遷移軌道にのり、1967年8月5日に軌道傾斜角85度、194.5×6023kmの楕円軌道、軌道周期8時間30分の月周回軌道に投入された。8月7日には近点で100kmの高度まで下げられ、8月9日には99×1499kmの楕円軌道に軌道を変更し、軌道周期は3時間11分となった。
宇宙機は1967年8月6日から18日にかけて写真を撮影し、8月27日から読み出しが行われた。合計633枚の高解像度写真と211枚の中解像度写真が得られ、画質のよいものは2m単位の解像度まで下げることができた。また、5台のルナ・オービターシリーズによって全月面の99%の地域の写真が得られた。また、ミッションすべてを通して、他の観測装置によるデータ採取も成功を収めた。ルナ・オービター5号はその後も追跡されたが、1968年1月31日に月面座標南緯2.76度、西経83度の位置に墜落した。

## 装置
| 月面写真装置           | アポロやサーベイヤーの着陸地点の評価 |
| 流星塵検出器           | 月環境での流星塵の探知               |
| セシウム・ヨウ素線量計 | 月までと月近郊での放射線環境の調査   |
| 月面測量装置           | 月の重力場と物理的性質の調査         |